# Samuel Honrubia
Samuel Honrubia  (Béziers, 1986. július 5. –) francia olimpiai, világ- és Európa-bajnok kézilabdázó, jelenleg a Tremblay-en-France Handball csapatában játszik balszélső poszton. Profi pályafutását 2004-ben kezdte a Montpellier Handballban.

## Pályafutása
Honrubia ötgyermekes család negyedik gyermekeként látta meg a napvilágot a franciaországi Béziers-ben 1986. július 5-én. Szülei spanyol származásúak. Gyermekkorát az Hérault megyei Pézenas-ban töltötte, első ízben pedig a Racing Club Montagnacois színeiben szerepelt. 15 éves korától a montpellier-i CREPS-ben, egy élsportolóknak fenntartott oktatási intézményben folytatta tanulmányait öt éven keresztül. Első szezonjait a Montpellier Handballnál töltötte, ahol 2004-ben írta alá első profi szerződését.
A francia bajnokság 2007/2008-as szezonjában a legjobb balszélsőnek választották, miután a Montpellier színeiben rendkívül eredményes évet zárva már igen fiatalon mindhárom hazai címet megnyerte. A bajnoki cím mellett másodjára hódította el a csapattal a francia kupát és első ízben a ligakupát.
Claude Onesta először a 2009. június 21-ei, Lettország elleni mérkőzés alkalmával válogatta be a francia nemzeti csapatba, az első nagy tornája pedig a 2011-es világbajnokság volt, amelyet csapatával meg is nyert. Ezt követte a 2012-es londoni olimpiai cím, majd a 2014-es Európa-bajnoki győzelem, amely után Honrubia azon kevés kézilabdázó egyike lett, akik olimpiai-, világ- és Európa-bajnoki címmel is rendelkeznek.
Posztján klubszinten és a válogatottban is állandó vetélytársa volt a szintén Montpellier-ben játszó Michaël Guigou, 2012-ben azonban hároméves szerződést kötött a Paris Saint-Germainnel. A fővárosi csapattal újabb három bajnoki címet nyert, így összességében tízszeres francia bajnok lett. 2016-ban az élvonaltól búcsúzó Tremblay-en-France Handball játékosa lett. A másodosztályt egyből megnyerte csapatával, a szezonban 133 gólt szerezve a góllövőlista második helyezettje lett, és 2017-től újra a francia élvonalban szerepel.
2015. július 10-én a montpellier-i bíróság fogadási csalás miatt hét játékostársával együtt elítélte a 2012 májusában játszott Cesson–Montpellier meccsel kapcsolatban, amelyet meglepetésre az akkor már bajnok Montpellier elveszített. Honrubiát 10 000 euró megfizetésére kötelezték.

## Eredményei

### Klubszinten
- Francia bajnok (10): 2005, 2006, 2008, 2009, 2010, 2011, 2012 (Montpellier HB), 2013, 2015, 2016 (Paris Saint-Germain Handball)
- Francia másodosztály bajnoka: (1): 2017
- Francia kupa (8): 2005, 2006, 2008, 2009, 2010, 2012 (Montpellier HB), 2014, 2015(Paris Saint-Germain Handball)
- Francia Ligakupa (7): 2005, 2006, 2007, 2008, 2010, 2011, 2012 (Montpellier HB)
- Bajnokok Trófeája (4): 2010, 2011 (Montpellier HB), 2014, 2015(Paris Saint-Germain Handball)

### A válogatottban
Olimpia
- Aranyérem a 2012-es a londoni olimpián

Világbajnokságok
- Aranyérem a 2011-es svédországi világbajnokságon
- 6. hely a 2013-as spanyolországi világbajnokságon
- Aranyérem a 2015-ös katari világbajnokságon

Európa-bajnokságok
- Aranyérem a 2012-es szerbiai Európa-bajnokságon
- Aranyérem a 2014-es dániai Európa-bajnokságon

## Fordítás
Ez a szócikk részben vagy egészben  a   Samuel Honrubia című francia Wikipédia-szócikk ezen változatának fordításán alapul.  Az eredeti cikk szerkesztőit annak laptörténete sorolja fel. Ez a jelzés csupán a megfogalmazás eredetét és a szerzői jogokat jelzi, nem szolgál a cikkben szereplő információk forrásmegjelöléseként.